# نيشان بهلوي
نيشان بهلوي هو أعلى الأوسمة التي كانت منحتها الإمبراطورية الإيرانية في الفترة من عام 1932 وحتى قيام الثورة الإيرانية في عام 1979.

## لمحة تاريخية
أصدر شاه إيران رضا بهلوي مؤسس سلالة البهلوية في عام 1932 قراراً بمنح نيشان سُمّي باسم عائلة بهلوي، فكان نيشان بهلوي أرفع الأوسمة والنياشين في إيران حتى اندلاع الثورة الإيرانية التي قضت على حكم عائلة بهلوي لإيران.
مُنح نيشان بهلوي في فئتين بحيث يتألف نيشان بهلوي من الدرجة الأولى من نيشان مع ياقة، بينما يكون نيشان بهلوي من الدرجة الثانية بدون ياقة. اقتصرت الدرجة الأولى على أفراد العائلة الإمبراطورية الإيرانية، والملوك الحاكمين، ورؤساء الدول الأجنبية، ومُنح نيشان بهلوي من الدرجة الثانية لأعضاء ذكور آخرين من العائلة الإمبراطورية الإيرانية ولولي عهد عدد من الدول الأجنبية.
توقّف منح النيشان بعد قيام الثورة الإسلامية في إيران وسقوط آخر شاه من السلالة البهلوية الحاكمة، وهو محمد رضا بهلوي، ولكن النظام الجديد احتفظ بنيشان بهلوي باعتباره أثرا زخرفياً من أثار السلالة الحاكمة السابقة لإيران.
يتألف نيشان بهلوي من ياقة ذهبية ذات أربطة زرقاء وذهبية بها شريط عريض تتدلى منه جوهرة ثمينة مصنوعة على شكل صليب محاط بالتيجان الإمبراطورية كأذرع، مع وجود أشعة ذهبية وزرقاء في الفراغ بين الذراعين، ويتمثل مركز الجوهرة جبل دماوند حين تشرق الشمس خلفه، بالإضافة إلى نجمة على الصدر تكون عبارة عن نفس الجوهرة. ويتألف نيشان بهلوي من الدرجة الثانية من جوهرة محاطة بالتيجان الإمبراطورية تتدلى من شريط أزرق ذو أطراف ذهبية.

## الحاصلون على النيشان
| الحاصل على النيشان     | ملاحظات                |
| ---------------------- | ---------------------- |
| عبد الحليم كيداه       |                        |
| الملك عبدالله الأول    | ملك الأردن             |
| الأمير أيمون           | دوق أوستا              |
| الملك بودوان الأول     | ملك بلجيكا             |
| بوميبول أدولياديج      | ملك تايلاند            |
| الملك فيصل الاول       | ملك العراق             |
| الملك فيصل الثاني      | ملك العراق             |
| الملك فاروق الأول      | ملك مصر                |
| الملك فريدريك التاسع   | ملك الدنمارك           |
| المك جورج السادس       | ملك بريطانيا           |
| الملك غازي الأول       | ملك العراق             |
| غوستاف السادس أدولف    | ملك السويد             |
| الحبيب بورقيبة         | رئيس تونس              |
| هيلا سيلاسي            | إمبراطور إثيوپيا       |
| الملك الحسن الثاني     | ملك المغرب             |
| الملك الحسين بن طلال   | ملك الأردن             |
| عيسى بن سلمان آل خليفة |                        |
| إسماعيل ناصر الدين     | حاكم تيرينجانو         |
| يحيى خان               |                        |
| إدوارد بينيس           |                        |
| هاينريش لوبكي          | رئيس ألمانيا الاتحادية |
| الملك ماهيندرا         | ملك نيبال              |
| اسكندر ميرزا           |                        |
| محمد رضا بهلوي         | شاه إيران              |
| الملك أولاف الخامس     | ملك النرويج            |
| علي رضا بهلوي          | ابن رضا شاه            |
| غلام رضا بهلوي         |                        |
| رضا بهلوي              | ولي عهد إيران          |
| قابوس بن سعيد آل سعيد  | سلطان عمان             |
| محمد ظاهر شاه          |                        |
| جوزيف بروز تيتو        | رئيس يوغوسلافيا        |
| سوهارتو                | رئيس إندونيسيا         |
| شارل ديغول             | رئيس فرنسا             |
| أورهو كيكونن           | رئيس فنلندا            |